# سید فخرالدین رحیمی
سید فخر الدین رحیمی (۱۲ مهر ۱۳۲۳–۷ تیر ۱۳۶۰) سیاستمدار و روحانی ایرانی، نماینده حوزه انتخابیه خرم آباد و ملاوی در دوره اول مجلس شورای اسلامی و مبارز سیاسی در دوران شاهنشاهی بود. وی در انفجار دفتر حزب جمهوری اسلامی در هفتم تیر ۱۳۶۰ کشته شد.

## زندگی
سید فخرالدین رحیمی در ۱۲ مهر ۱۳۲۳ خورشیدی در خرم‌آباد در خانواده ای روحانی دنیا آمد. پدرش علی اکبر نام داشت و از علمای بزرگ شهر بود. هم‌زمان با شروع نهضت انقلاب ۱۳۵۷ ایران توسط روح‌الله خمینی مبارزات خود را علیه رژیم شاهنشاهی آغاز کرد، پس از انقلاب ۱۳۵۷ ایران در نخستین انتخابات مجلس شورای اسلامی شرکت کرد و توسط مردم خرم آباد و ملاوی انتخاب شد.

### تبعید به ایرانشهر
وی در سال ۱۳۵۷ به ایرانشهر تبعید شد و در آنجا با سید علی خامنه‌ای از نزدیک آشنا شد و به همکاری پرداخت. تبعید شدگان ایرانشهر تلاش می کرند به امور مردمی رسیدگی کنند. پس از سیل ایرانشهر در سال ۵۷ به همراه خامنه‌ای و چند تن دیگر از تبعید شدگان مبارزان به رسیدگی به امور سیل زندگان پرداختند.

### تبعید به اقلید
پس از فعالیت‌های مردمی در ایرانشهر رژیم وقت تبعید شدگان را تحت فشار قرار داد و در نهایت تبعیدشدگان ایرانشهر را بار دیگر تبعید کرد در این جریان سید فخر الدین رحیمی به اقلید فارس تبعید شد.

## مرگ
وی در هفتم تیر ۱۳۶۰ در جریان انفجار در حزب جمهوری اسلامی به همراه ۷۱ تن از سیاستمداران کشور کشته شد.